# Referendum na Palau w 2011 roku

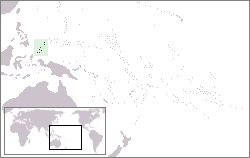
Położenie Palau

Referendum na Palau w 2011 roku – referendum przeprowadzone na Palau 22 czerwca 2011, dotyczące zgody na dopuszczenie na terytorium kraju rozgrywek w kasynie. Większość głosujących opowiedziało się przeciwko zmianom w prawie.

## Organizacja i przedmiot referendum
29 grudnia 2010 prezydent Johnson Toribiong podpisał znowelizowaną ustawę o referendum w sprawie kasyn (Casino Referendum Bill), która stała się podstawą prawną dla organizacji powszechnego referendum w tej sprawie. Ustawa, w odróżnieniu od wcześniejszej jej wersji, zawierała przepis warunkujący legalizację rozgrywek hazardowych w kasynach od zgody obywateli wyrażonej na drodze głosowania. Wcześniejsza ustawa została zawetowana przez prezydenta.
Zgodnie z ustawą planowane referendum miało odbyć w ciągu od 120 do 180 dni od dnia jej podpisania. Dokładną datę miała wyznaczyć komisja wyborcza najpóźniej na 90 dni przed ostatecznym dopuszczalnym terminem przeprowadzenia referendum. 7 marca 2011 komisja wyborcza wyznaczyła głosowanie na dzień 22 czerwca 2011. Koszt organizacji referendum wynosił 30 tys. USD. Uprawnionych do głosowania było ponad 15 tys. obywateli.

## Głosowanie i wyniki
W czasie głosowania obywatele odpowiadali na pytanie: Czy popierasz wprowadzenie rozgrywek w kasynie na terytorium Republiki Palau? Większość głosujących odrzuciła nowe prawo, nie zgadzając się na legalizację gier hazardowych. 
| Głosy   | Liczba głosów | %      |
| ------- | ------------- | ------ |
| Tak     | 1 085         | 24,47% |
| Nie     | 3 349         | 75,53% |
| Razem   | 4 434         | 100%   |
| Źródło: |               |        |